# Ghost (album)
 (mars 2016).
Si vous disposez d'ouvrages ou d'articles de référence ou si vous connaissez des sites web de qualité traitant du thème abordé ici, merci de compléter l'article en donnant les références utiles à sa vérifiabilité et en les liant à la section « Notes et références ».
Pour les articles homonymes, voir Ghost.
Albums de The Devin Townsend Project
Deconstruction
(2011) Epicloud
(2012)
Ghost est un album du musicien canadien Devin Townsend, publié sour le nom du Devin Townsend Project en 2011.
C'est le quatorzième album de Townsend, et le quatrième du Devin Townsend Project. Sorti le même jour que Deconstruction, il lui fait suite, et clôt la tétralogie entamée avec Ki en 2009.